# Ex chiesa dell'Assunzione (Susano)
La ex chiesa dell'Assunzione è un edificio religioso situato a Susano, frazione del comune di Castel d'Ario, in provincia di Mantova.

## Storia e descrizione
La chiesa e l'annesso convento dei padri domenicani vennero commissionati nel 1614 dal conte Paolo Emilio Gonzaga dei Gonzaga di Novellara, proprietario della tenuta di Susano, all'architetto Antonio Maria Viani. Nel 1619 fece dono dell'intero complesso ai religiosi, che lo occuparono a partire dal 1622.
Nel 1768 divenne proprietaria della tenuta la duchessa di Massa e Carrara Maria Teresa Cybo-Malaspina, figlia di Ricciarda Gonzaga e moglie del duca di Modena e Reggio Ercole III d'Este.
Il convento venne soppresso nel 1787 per disposizione dell'imperatore Giuseppe II. Alla fine dell'Ottocento iniziò, a causa dell'incuria, il declino del complesso, che venne restaurato negli anni 1992-1993.
La chiesa ha subìto, tra il 1970 e il 1985, il furto di importanti opere d'arte al suo interno, tra cui sette tele di Francesco Borgani, una tela di Pietro Facchetti e due di Francesco Marcoleoni.

### Sepolti illustri
Nella chiesa, sotto la cupola, venne sepolto Paolo Emilio Gonzaga (?-1619), fondatore dell'edificio religioso.